# Zakute łby
Zakute łby (ang. Block-Heads) – amerykański film z 1938 roku w reżyserii Johna G. Blystone'a.

## Obsada
- Stan Laurel jako Stan
- Oliver Hardy jako Ollie
- Patricia Ellis jako pani 'Toots' Gilbert
- Minna Gombell jako pani  Hardy
- Billy Gilbert jako pan Gilbert
- James Finlayson jako Finn (człowiek na schodach)
- Zeffie Tilbury jako wdowa siedząca przy schodach
- Harry Anderson jako porter
- Mike Behegan jako trębacz
- Patsy Moran jako Lulu
- James C. Morton jako James, bagażowy
- Karl Slover jako karzeł
- Chill Wills jako karzeł (głos)
- Tommy Bond jako syn sąsiada
- Ed Brandenburg jako pieszy
- Tex Driscoll jako brodaty weteran
- Jean Del Val jako francuski lotnik

## Nagrody i nominacje
| Nazwa nagrody | Wygrane            | Nominacje                                      |
| ------------- | ------------------ | ---------------------------------------------- |
| Oscar         | 1939 bez rezultatu | 1939 Najlepsza muzyka oryginalna Marvin Hatley |